# Ali Melakhsou
Ali Melakhsou, est un homme politique algérien. Membre du Front de libération nationale, il est député de la cinquième circonscription électorale de la wilaya de Batna de la 7e législature. Il a été maire de la ville de Batna.

## Biographie

### Maire de Batna
Après le retrait de confiance à Mohamed Houara, Ali Mellakhsou est devenu maire de la ville de Batna en 2010. Engagé dans FLN, il a soutenu la politique de Abdelaziz Belkhadem.
Dès ces premiers jours le nouveau maire a promis de combattre les maladies à transmission hydrique et le rétablissement des espaces verts on rouvre le jardin de la Verdure, Le Chelia et celui de la cité 150 logements et d'autres jardins de la ville.
Le 12 août 2011 il a inauguré la première tranche du projet d'éclairage public, qui concerne l'avenue principale de la ville (Route de Biskra), qui s'étend sur 2 km du siège de la daïra jusqu'à l'université de Batna Hadj Lakhder.
Ali Melakhsou, a rendu toute initiative culturelle ou artistique au sein de la mairie difficile, on refusant de la financer. Il combattu les membres de l'association culturelle et son président élu Salim Méguellati. Ce dernier s'opposer ouvertement a la politique du maire. Melakhsou a fait des demandes par écrit au chef de la daïra et a la wilaya d'arrêter le fonctionnement de cette association culturelle. Le demande lui a été rejeter. Et il a cherché d'obliger à démissionner les membres de l'association qui sont aussi des fonctionnaires de la mairie. Une telle guerre a rendu pas très paisible la vie culturelle de la ville.
En 2012, les élus Ali Mediaza, Mohamed El Hani, Youcef Meziani et Rachid Kharief qui sont aussi du FLN, membres de la mairie de Batna, ont demandent dans une lettre adressée au wali de Batna de mettre fin aux comportements du maire qui abuse de son autorité envers les citoyens, fonctionnaires, employés et aux élus de la commune. Le problème est à l'origine un conflit d'intérêts de leur parti politique entre pro et anti Belkhadem. Et une autre lettre sera adressée au Wali par les habitants du vieux quartier du Camp qui ont demandé à Ali Melkhsou de débarrasser leurs quartiers des marchés informels. Ce dernier leur a fait une promesse mais il ne la pas tenu.

## Sources, notes et références
1. ↑  « les membres de l'apn 7e legislature, presentation nominative individuelle, Melakhessou Ali », sur apn.dz (consulté le 4 février 2016).
2. 1 2  Abdelhakim N., « Assemblée populaire communale de Batna : Nouveau staff, nouvelles promesses », El Watan,‎ 16 juin 2010 (ISSN 1111-0333, lire en ligne).
3. 1 2 3 4 5 6  A. Djabali, « Le maire de Batna «assassine» la culture », La Nouvelle République,‎ 10 octobre 2011 (lire en ligne).
4. ↑  Abdelhakim N., « Batna: « Inauguration de la 1re tranche de l'éclairage public » », El Watan,‎ 18 août 2011 (ISSN 1111-0333, lire en ligne).
5. 1 2  Nouri Nesrouche, « Des élus écrivent au maire de Batna « La commune n'est pas votre ferme privée » », El Watan,‎ 7 mars 2012 (ISSN 1111-0333, lire en ligne).
6. 1 2  A. N., « Batna : les autres articles « Les habitants du Camp interpellent le wali» », El Watan,‎ 26 mai 2012 (ISSN 1111-0333, lire en ligne).